# Марентино

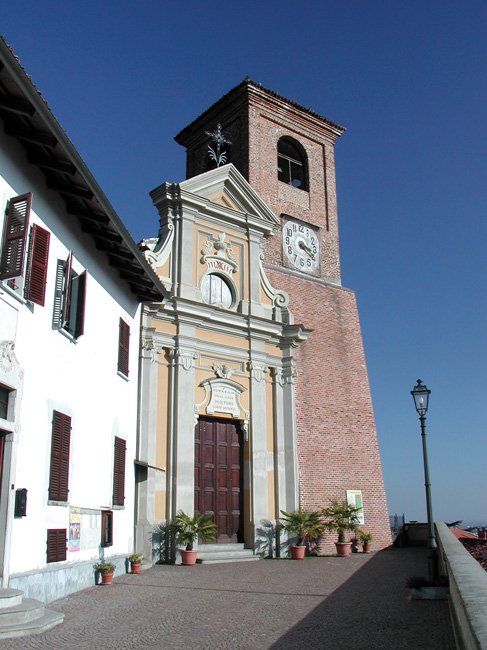
Приходской храм Успения Пресвятой Богородицы

Марентино (итал. Marentino) — коммуна в Италии, располагается в регионе Пьемонт, в провинции Турин.
Население составляет 1380 человек (2008 г.), плотность населения составляет 125 чел./км². Занимает площадь 11 км². Почтовый индекс — 10020. Телефонный код — 011.
В коммуне 15 августа особо празднуется Успение Пресвятой Богородицы.

## Демография
Динамика населения:

## Администрация коммуны
- Официальный сайт: http://www.comune.marentino.to.it/